# Jan van Raalte
Jan van Raalte (Hattem, 12 augustus 1968) is een Nederlands voetbalcoach en voormalig voetballer.

## Loopbaan
Van Raalte werd in 1968 in Hattem geboren. Hij speelde vier seizoenen voor FC Zwolle, waarna hij in 1993 tot 1995 voor Cambuur Leeuwarden voetbalde. Vervolgens speelde Van Raalte namens Emmen. Zijn laatste twee seizoenen op topniveau speelde voetbalde hij voor VVV. Tot 2009 was Van Raalte trainer van HHC Hardenberg. In 2012 werd hij hoofdtrainer van Staphorst. In april 2019 stopte hij als trainer bij SC Genemuiden.

## Statistieken
| Seizoen | Club               | Land      | Competitie     | Wedstrijden | Goals |
| ------- | ------------------ | --------- | -------------- | ----------- | ----- |
| 1989/90 | PEC Zwolle '82     | Nederland | Eerste Divisie | 32          | 1     |
| 1990/91 | FC Zwolle          | Nederland | Eerste Divisie | 33          | 0     |
| 1991/92 | FC Zwolle          | Nederland | Eerste Divisie | 34          | 3     |
| 1992/93 | FC Zwolle          | Nederland | Eerste Divisie | 31          | 1     |
| 1993/94 | Cambuur Leeuwarden | Nederland | Eredivisie     | 5           | 0     |
| 1994/95 | Cambuur Leeuwarden | Nederland | Eerste divisie | 25          | 1     |
| 1995/96 | Emmen              | Nederland | Eerste divisie | 30          | 0     |
| 1996/97 | Emmen              | Nederland | Eerste divisie | 32          | 2     |
| 1997/98 | Emmen              | Nederland | Eerste divisie | 26          | 2     |
| 1998/99 | Emmen              | Nederland | Eerste divisie | 15          | 0     |
| 1999/00 | VVV                | Nederland | Eerste divisie | 30          | 0     |
| 2000/01 | VVV                | Nederland | Eerste divisie | 31          | 0     |
|         |                    |           | Totaal         | 324         | 10    |